# Barranc de les Boïgues (Serradell)
El barranc de les Boïgues és un barranc afluent de la llau del Cornàs que discorre íntegrament pel terme de Conca de Dalt, al Pallars Jussà, dins del seu antic terme de Toralla i Serradell.
Es forma en una balma de la Muntanya de Sant Aleix, a 1.400 m. alt., i davalla entre les Tres Peires i les Picorres. Rep l'afluència de la llau de les Tres Peires, abans d'aiguavessar en la llau del Cornàs a la Plana de Pujol.